# Jarilla nana
Jarilla nana là một loài thực vật có hoa trong họ Caricaceae. Loài này được (Benth.) McVaugh mô tả khoa học đầu tiên năm 2001.